# Camponotus senex
Camponotus senex é uma espécie de inseto do gênero Camponotus, pertencente à família Formicidae.